# Шемеліно
Шеме́ліно (рос. Шемелино) — присілок у складі Юргамиського району Курганської області, Росія. Входить до складу Кислянської сільської ради.
Населення — 190 осіб (2010, 197 у 2002).